# Amtala
Amtala è una suddivisione dell'India, classificata come census town, di 7.599 abitanti, situata nel distretto dei 24 Pargana Sud, nello stato federato del Bengala Occidentale. In base al numero di abitanti la città rientra nella classe V (da 5.000 a 9.999 persone).

## Geografia fisica
La città è situata a 22° 23' 04 N e 88° 16' 33 E.

## Società

### Evoluzione demografica
Al censimento del 2001 la popolazione di Amtala assommava a 7.599 persone, delle quali 3.928 maschi e 3.671 femmine. I bambini di età inferiore o uguale ai sei anni assommavano a 847, dei quali 428 maschi e 419 femmine. Infine, coloro che erano in grado di saper almeno leggere e scrivere erano 5.545, dei quali 3.126 maschi e 2.419 femmine.